# La Rourera (Torallola)
La Rourera és una partida rural constituïda per camps de conreu de secà del terme municipal de Conca de Dalt, a l'antic terme de Toralla i Serradell, al Pallars Jussà, en territori del poble de Torallola.
Està situada al sud-est de Torallola, a migdia de la Pista de la Plana, al sud-est de la Via, al sud-oest de les Saülls, al nord de lo Tros.